# Newfoundland and Labrador Scotties Tournament of Hearts
Newfoundland and Labrador Scotties Tournament of Hearts – prowincjonalne mistrzostwa kobiet Nowej Fundlandii i Labradoru w curlingu, zwycięzca występuje jako reprezentacja prowincji na Tournament of Hearts. Zawody rozgrywane są od 1961.

## Mistrzynie Nowej Fundlandii i Labradoru
| Rok  | Czwarta           | Trzecia            | Druga               | Otwierająca         | Miasto, klub                                 | Pozycja na ToH |
| ---- | ----------------- | ------------------ | ------------------- | ------------------- | -------------------------------------------- | -------------- |
| 1961 | Violet Pike       | Margaret Ryan      | Joan Baker          | Ruby Tittemore      |                                              | 9.             |
| 1962 | Marjorie Rockwell | Olive Wylie        | Mary Dunne          | Margaret Elton      |                                              | 8.             |
| 1963 | Violet Pike       | Margaret Ryan      | Joan Baker          | Ruby Tittemore      |                                              | 9.             |
| 1964 | Marjorie Rockwell | Jeanette Blair     | Elsie May           | Kay Knight          |                                              | 10.            |
| 1965 | Bobbie Fortune    | Florence Stoddard  | Pat Cameron         | Elsie Farquhar      |                                              | 10.            |
| 1966 | Violet Pike       | Gladys Clarke      | Caroline Ball       | Joanne Goodyear     |                                              | 8.             |
| 1967 | Violet Pike       | Gladys Clarke      | Caroline Ball       | Joanne Goodyear     |                                              | 9.             |
| 1968 | Jeanette Blair    | Christine Mills    | Elsie May           | Ruth Carter         |                                              | 8.             |
| 1969 | Violet Pike       | Caroline Ball      | Doreen Parker       | Mary Rockwood       |                                              | 7.             |
| 1970 | Violet Pike       | Gladys Clarke      | Caroline Hall       | Lillian Howse       |                                              | 7.             |
| 1971 | Sue Anne Bartlett | Ann Bright         | Francis Hiscock     | Mavis Pike          |                                              | 8.             |
| 1972 | Sue Anne Bartlett | Ann Bright         | Francis Hiscock     | Mavis Pike          |                                              | 6.             |
| 1973 | Ann Bowering      | Joan Pope          | Jean Burden         | Chris Cathcart      |                                              | 8.             |
| 1974 | Sue Anne Bartlett | Ann Bright         | Frances Hiscock     | Mavis Pike          |                                              | 5.             |
| 1975 | Gail Hiscock      | Elsie May          | Ruby Henry          | Ruth Carter         |                                              | 6.             |
| 1976 | Sue Anne Bartlett | Patricia Dwyer     | Frances Hiscock     | Mavis Pike          |                                              | 6.             |
| 1977 | Karen Cole        | Jean Burden        | Shirley Burgess     | Frances Burgess     |                                              | 9.             |
| 1978 | Sue Anne Bartlett | Patricia Dwyer     | Joyce Butt          | Mavis Pike          |                                              | 5.             |
| 1979 | Sue Anne Bartlett | Patricia Dwyer     | Joyce Narduzzi      | Mavis Pike          |                                              |                |
| 1980 | Sue Anne Bartlett | Patricia Dwyer     | Beverley Whitten    | Mavis Pike          |                                              | 7.             |
| 1981 | Sue Anne Bartlett | Patricia Dwyer     | Joyce Narduzzi      | Jo Ann Bepperling   |                                              |                |
| 1982 | Lori Quinn        | Diane Ryan         | Mary Lou Wall       | Karen Mcintee       | Corner Brook, Corner Brook Curling Club      | 7.             |
| 1983 | Ruby Crocker      | Rene Crocker       | Barbara Pinsent     | Sandra Brawley      | Labrador City, Carol Curling Club            | 8.             |
| 1984 | Catharine Barker  | Anita Kelly        | Elizabeth James     | Lillian Howse       | Grand Falls, Grand Falls Curling Club        | 9.             |
| 1985 | Sue Anne Bartlett | Patricia Dwyer     | Margaret Knickle    | Debra Herbert       | Labrador City, Carol Curling Club            |                |
| 1986 | Sue Anne Bartlett | Patricia Dwyer     | Joyce Narduzzi      | Debra Porter        | Labrador City, Carol Curling Club            |                |
| 1987 | Cindy Crocker     | Andrea Bowering    | Gail Burry          | Kathryn O' Driscoll | St. John’s, St. John’s Curling Club          | 8.             |
| 1988 | Maria Thomas      | Cathy Cunningham   | Peg Goss            | Cathy Efford        | St. John’s, St. John’s Curling Club          | 6.             |
| 1989 | Laura Phillips    | Diane Ryan         | Sandra Sparrow      | Karen Thomas        | St. John’s, St. John’s Curling Club          | 12.            |
| 1990 | Sue Anne Bartlett | Patricia Dwyer     | Debra Porter        | Wendy Chaulk        | Labrador City, Carol Curling Club            | 5.             |
| 1991 | Cathy Cunningham  | Maria Thomas       | Kathyrn O' Driscoll | Susan Wright        | St. John’s, St. John’s Curling Club          | 12.            |
| 1992 | Sue Anne Bartlett | Marcie Brown       | Helen Nichols       | Kathy Combden       | Labrador City, Carol Curling Club            | 12.            |
| 1993 | Maria Thomas      | Cathy Cunningham   | Kathy Kerr          | Cathy Brophy        |                                              | 8.             |
| 1994 | Laura Phillips    | Cathy Cunningham   | Kathy Kerr          | Heather Martin      | St. John’s, St. John’s Curling Club          | 4.             |
| 1995 | Laura Phillips    | Cathy Cunningham   | Kathy Kerr          | Heather Martin      | St. John’s, St. John’s Curling Club          | 8.             |
| 1996 | Laura Phillips    | Cathy Cunningham   | Kathy Kerr          | Heather Martin      | St. John’s, St. John’s Curling Club          | 9.             |
| 1997 | Laura Phillips    | Cathy Cunningham   | Kathy Kerr          | Heather Martin      | St. John’s, St. John’s Curling Club          |                |
| 1998 | Heather Strong    | Kelli Sharpe       | Michele Renouf      | Karen Thomas        | St. John’s, St. John’s Curling Club          | 8.             |
| 1999 | Heather Strong    | Kelli Sharpe       | Susan Wright        | Michele Renouf      | St. John’s, St. John’s Curling Club          | 5.             |
| 2000 | Heather Strong    | Kelli Sharpe       | Susan Wright        | Michele Renouf      | St. John’s, St. John’s Curling Club          | 11.            |
| 2001 | Heather Strong    | Laura Strong       | Susan O'leary       | Michele Baker       | St. John’s, St. John’s Curling Club          | 10.            |
| 2002 | Cathy Cunningham  | Peg Goss           | Kathy Kerr          | Heather Martin      | St. John’s, St. John’s Curling Club          | 10.            |
| 2003 | Cathy Cunningham  | Peg Goss           | Kathy Kerr          | Heather Martin      | St. John’s, St. John’s Curling Club          |                |
| 2004 | Cathy Cunningham  | Peg Goss           | Kathy Kerr          | Heather Martin      | St. John’s, St. John’s Curling Club          | 7.             |
| 2005 | Heather Strong    | Laura Strong       | Beth Hamilton       | Susan O'leary       | St. John’s, St. John’s Curling Club          | 12.            |
| 2006 | Heather Strong    | Shelley Nichols    | Laura Strong        | Susan O'leary       | St. John’s, St. John’s Curling Club          | 5.             |
| 2007 | Heather Strong    | Shelley Nichols    | Laura Strong        | Susan O'leary       | St. John’s, St. John’s Curling Club          | 7.             |
| 2008 | Heather Strong    | Cathy Cunningham   | Laura Strong        | Peg Goss            | St. John’s, St. John’s Curling Club          | 5.             |
| 2009 | Heather Strong    | Cathy Cunningham   | Laura Strong        | Peg Goss            | St. John’s, RE/Max Centre                    | 9.             |
| 2010 | Shelley Nichols   | Steph LeDrew       | Ronda Rogers        | Collette Lemon      | St. John’s, RE/Max Centre                    | 9.             |
| 2011 | Stacie Devereaux  | Stephanie Guzzwell | Sarah Paul          | Heather Martin      | St. John’s, Bally Haly Golf and Curling Club | 12.            |
| 2012 | Heather Strong    | Laura Strong       | Jenn Cunningham     | Stephanie Korab     | St. John’s, Bally Haly Golf and Curling Club | 9.             |
| 2013 | Stacie Devereaux  | Erin Porter        | Lauren Wasylkiw     | Heather Martin      | St. John’s, Bally Haly Golf and Curling Club | 11.            |
| 2014 | Heather Strong    | Laura Strong       | Jessica Cunningham  | Kathryn Cooper      | St. John’s, Bally Haly Golf and Curling Club | 8.             |
| 2015 | Heather Strong    | Stephanie Korab    | Jessica Cunningham  | Kathryn Cooper      | St. John’s, Bally Haly Golf and Curling Club | 8.             |

## Reprezentacja Nowej Fundlandii i Labradoru na Tournament of Hearts
Zawodniczki z tej prowincji nigdy nie wygrały mistrzostw Kanady, miały taką szansę trzykrotnie, kiedy grały w finale. Również 3 razy zdobywały brązowe medale. 
Wielokrotnie zawody wygrywały te same drużyny, 12 razy Sue Anne Bartlett, 11 Heather Strong i 6 Violet Pike. Także Cathy Cunningham wystąpiła 12 razy w Tournament of Hearts, jednak tylko 4 razy jako skip.